# Gateshead
Gateshead is een Engelse stad en district in het stedelijk graafschap (metropolitan county) Tyne and Wear  en telt 120.046 inwoners (2011). De oppervlakte bedraagt 142 km².
Van de bevolking is 17,3% ouder dan 65 jaar. De werkloosheid bedraagt 4,0% van de beroepsbevolking (cijfers volkstelling 2001).
Op een heuvel bij Gateshead staat een opmerkelijke sculptuur, de Angel of the North (1998) genaamd. Het uit cortenstaal opgetrokken kunstwerk is twintig meter hoog en heeft een spanwijdte van vierenvijftig meter. Kunstenaar Antony Gormley wil met het werk niet alleen de aandacht vestigen op de mijnwerkers die er eeuwenlang ondergronds gingen, maar ook op de transformatie van het industriële- naar het informatietijdperk van de stad en tegelijkertijd een focuspunt bieden voor de evolutie van ieders verwachtingen en angsten.
Gateshead herbergt The Glasshouse, het Baltic Centre of Contemporary Art en Gateshead Millennium Bridge.

## Religie
Het christendom is al rond de 7e eeuw in de omgeving van Gateshead te vinden. Tijdens de 19e eeuw zijn er veel anglicaanse kerken gebouwd door de sterke bevolkingsgroei in die tijd.
Het district Bensham heeft een grote Haredi-joodse gemeenschap van 259 families. De niet-joden noemen het district ook wel klein Jeruzalem. Deze joodse gemeenschap heeft de grootste jesjiva van Europa.
Een kleine minderheid van Gateshead is Moslim. In het gebied Bensham is een Koerdische moskee te vinden.
In de volkstelling van 2001 was meer dan 10% van de bevolking van Metropolitan Borough of Gateshead onreligieus.

## Civil parishesin district Gateshead
- Lamesley

## Geboren
- John Steel (1941), drummer (The Animals)
- Steve Cram (1960), middellangeafstandloper
- Paul Gascoigne (1967), voetballer
- Steve Stone (1971), voetballer
- Jill Halfpenny (1975), actrice
- Danny Graham (1985), voetballer
- Andy Carroll (1989), voetballer
- Riley Jones (????), acteur